# Pallavolo Virtus Sassuolo
La Pallavolo Virtus Sassuolo è una storica società pallavolistica femminile e maschile di Sassuolo, in provincia di Modena.

## Storia

La Virtus Sassuolo della stagione 1980-81, vincitrice della Coppa Italia.

Sorta nel 1972 per iniziativa del Gruppo Sportivo Don Bosco, s'iscrisse alla Serie C dopo la rinuncia della La Torre Reggio Emilia.
Con la sponsorizzazione dell'Edilcuoghi Ceramiche da parte del patron della società pallavolista, Toto Cuoghi, imprenditore ceramico sassolese, la compagine dai colori sociali bianco e blu approdò in Serie A nella stagione 1976-77, venendo poi ammessa all'A1; protagonisti dell'approdo del Sassuolo in massima serie furono i fratelli Guidetti (Gian Paolo e Adriano) nel ruolo di allenatori. Quindi nel 1978 la società assorbì la Pallavolo Cesenatico.
Nel 1980-81 l'Edilcuoghi vinse la Coppa Italia. L'anno successivo debuttò in Europa disputando la Coppa delle Coppe (venne eliminata nei quarti dai sovietici dell'Automobilist di Leningrado). Nel 1981-82 concluse al quarto posto il campionato e approdò alle semifinali dei play-off scudetto, che perse contro la Robe di Kappa Torino.
Nel 1984 perse la sponsorizzazione, e due retrocessioni consecutive (1984-85, dall'A1, e 1985-86, dall'A2) la condannarono a un quindicennio di militanza tra Serie B e C, prima della scomparsa.

## Palmarès
- Coppa Italia: 1

1980-81